# Аргенгау
Аргенгау (на немски: Argengau) е Каролингско графство в Алемания на североизточния бряг на Боденското езеро на територията на днешните Бавария и Баден-Вюртемберг. През територията тече река Арген, която дава името му.

## Известни графове в Аргенгау
- Рутхард († 790), граф в Аргенгау
- Руадберт, от 783 граф в Аргенгау
- Удалрих I († пр. 824)
- Конрад I († 862), граф в Аргенгау (839 – сл. 849)
- Удалрих III
- Удалрих IV, ок. 890
- Улрих IX фон Брегенц († пр. 1079), граф на Брегенц, граф в Аргенгау и Нибелгау